# Aeschynomeneae
Tribu
Synonymes
- Adesmieae (Benth.) Hutch.[2]
- Dalbergieae Bronn ex DC. (préféré par BioLib)[2]

Les Aeschynomeneae sont une tribu de plantes à fleurs dicotylédones de la famille des Fabaceae, sous-famille des Faboideae, originaire des régions tropicales, subtropicales et tempérées chaudes, qui compte environ 23 genres et 530 espèces.
La tribu des Aeschynomeneae est subdivisée en 5 sous-tribus : Aeschynomeninae Benth., Ormocarpinae Rudd, Discolobiinae (Burkart) Rudd, Poiretiinae (Burkart) Rudd et Stylosanthinae (Benth.) Rudd.
Certains auteurs placent cette tribu au sein de la tribu des Dalbergieae.
Cette tribu comprend des espèces ayant un intérêt économique comme Stylosanthes guianensis, plante fourragère surnommée « luzerne tropicale », et surtout Arachis hypogaea, l'arachide.

## Liste des genres
Selon BioLib (16 août 2018) :
- Adesmia DC.
- Aeschynomene L.
- Amicia Kunth
- Andira Juss.
- Arachis L.
- Brya P. Browne
- Bryaspis P.A. Duvign.
- Cascaronia Griseb.
- Centrolobium Mart. ex Benth.
- Chaetocalyx DC.
- Chapmannia Torr. & A. Gray
- Cranocarpus Benth.
- Cyclocarpa Afzel. ex Baker
- Dalbergia L.f.
- Diphysa Jacq.
- Discolobium Benth.
- Etaballia Benth.
- Fiebrigiella Harms
- Fissicalyx Benth.
- Geissaspis Wight & Arn.
- Geoffroea Jacq.
- Grazielodendron H.C. Lima
- Humularia P.A. Duvign.
- Hymenolobium Benth.
- Inocarpus J.R. Forst. & G. Forst.
- Kotschya Endl.
- Machaerium Pers.
- Nissolia Jacq.
- Ormocarpopsis R. Vig.
- Ormocarpum P. Beauv.
- Paramachaerium Ducke
- Pictetia DC.
- Platymiscium Vogel
- Platypodium Vogel
- Poiretia Vent.
- Pterocarpus Jacq.
- Ramorinoa Speg.
- Riedeliella Harms
- Smithia Aiton
- Soemmeringia Mart.
- Stylosanthes Sw.
- Tipuana (Benth.) Benth.
- Vatairea Aubl.
- Vataireopsis Ducke
- Weberbauerella Ulbr.
- Zornia J.F. Gmel.